# Giancarlo Astrua
Giancarlo Astrua (Graglia, Piemont, 11 d'agost de 1927 - Biella, 29 de juliol de 2010) va ser un ciclista italià que fou professional entre 1948 i 1958. En el seu palmarès destaquen tres victòries d'etapa al Giro d'Itàlia i una a la Volta a Espanya. Al Giro d'Itàlia fou tres vegades cinquè i una setè i en l'edició de 1952 va vestir el mallot rosa durant sis etapes. Al Tour de França fou tercer el 1953.
Després de retirar-se va viure molt de temps a Torí gestionant una botiga d'esports prop de l'Estadi Olímpic. Va morir el 29 de juliol de 2010 a l' hospital de Biella a causa de les seqüeles d'un accident de trànsit en què havia estat implicat un mes abans.

## Palmarès
- 1949
  - 1r a la Copa Ciutat de Busto Arsizio
  - 1r a Maggiora
- 1950
  - Vencedor d'una etapa al Giro d'Itàlia
- 1951
  - Vencedor d'una etapa al Giro d'Itàlia
- 1952
  - 1r al Trofeu Baracchi (amb Nino Defilippis)
  - Vencedor d'una etapa del Gran Premi del Mediterraneo i 1r del Gran Premi de la Muntanya
- 1953
  - 1r al Giro de Romanya
- 1954
  - 1r al Gran Premi de la Indústria Belmonte-Piceno
- 1955
  - Vencedor d'una etapa al Giro d'Itàlia
- 1956
  - Vencedor d'una etapa a la Volta a Espanya

### Resultats al Giro d'Itàlia
- 1948. Abandona (10a etapa)
- 1949. 5è de la classificació general
- 1950. 25è de la classificació general. Vencedor d'una etapa
- 1951. 5è de la classificació general. Vencedor d'una etapa
- 1952. 7è de la classificació general.  Porta el mallot rosa durant 6 etapes
- 1953. Abandona
- 1954. 5è de la classificació general
- 1955. 16è de la classificació general. Vencedor d'una etapa
- 1956. Abandona
- 1957. 15è de la classificació general
- 1958. Abandona

### Resultats al Tour de França
- 1953. 3r de la classificació general
- 1955. 7è de la classificació general
- 1957. Abandona (11a etapa)

### Resultats a la Volta a Espanya
- 1956. 12è de la classificació general. Vencedor d'una etapa